# 2020-as NBA-buborék
A 2020-as NBA-buborék, más néven a Disney-buborék vagy az Orlando-buborék, a National Basketball Association (NBA) által felállított elkülönített zóna volt, ahol lejátszották a 2019–2020-as szezon alapszakaszának utolsó nyolc mérkőzését és a rájátszást. A 30-ból 22 csapatot hívtak meg, a mérkőzéseket zárt ajtók mögött játszották az ESPN Wide World of Sports Complexben, míg a csapatok az orlandói Disneyland hoteljeiben tartózkodtak.
A buborék 190 millió dollárba került az NBA-nek, miután a szezont felfüggesztették 2020. március 11-én. A buborék bevételei 1.5 milliárd dollár körül voltak. Az NBA júniusban döntött a szezon újraindításáról Disneylandben és meghívták azon 22 csapatot, amely maximum hat mérkőzésre volt a rájátszástól a felfüggesztés időpontjában. Ugyan eredetileg kritizálták az ötletet a játékosok és az edzők, a csapatok együttműködtek, hogy felhasználják a buborékot platformként a Black Lives Matter mozgalomnak.
Július végén három edzőmeccset játszottak a csapatok a buborékban, amelyet nyolc alapszakaszt lezáró mérkőzés követett, hogy eldöntsék az alapszakasz a végső állását. A rájátszás augusztus 17-én, a döntő pedig szeptember 30-án kezdődött meg. A szezon október 11-én végződött, mikor a Los Angeles Lakers legyőzte a Miami Heat-et hat mérkőzés után a döntőben. A buborék idején egyetlen pozitív Covid19-eset se volt hivatalosan bejelentve.

## A szezon felfüggesztése
2020. március 11-én az NBA bejelentette a 2019–2020-as szezon felfüggesztését, miután a Utah Jazz centere, Rudy Gobert Covid19-tesztje pozitív lett 19 órával az Oklahoma City Thunder elleni idegenbeli mérkőzés előtt. Június 4-én az NBA Kormányzók Tanácsa 29–1 arányban (az egyetlen ellenző a Portland Trail Blazers volt) elfogadta a 2019-2020-as szezon folytatását Orlandóban, Floridában, a Walt Disney Worldben. Helyszínként megfontolták Houstont és Las Vegast is. Június 5-én a National Basketball Players Association (NBPA) elfogadta a tárgyalásokat az NBA-vel.

## A szezon folytatása
2020. június 17-én az NBA kiadott egy egészségügyi protokollt, amelyet a szezon folytatása alatt használtak, hogy biztosítsák a játékosok, az edzők, a bírók és a személyzet egészségét és biztonságát. Ebbe tartozott gyakori tesztelés a szezon kezdete előtt és idején, arcmaszk viselése és közösségi távolságtartás, hogy megakadályozzák egy Covid19-kitörés létrejöttét. Játékosok és edzők, akiket „különösen veszélyeztetett személyeknek” tartottak csapataik, vagy játékosok, akik a szezon felfüggesztése előtt a szezon időszakára kiterjedő sérülést szereztek (példa: Kevin Durant), nem játszhattak a buborékban, de nem vesztették el fizetésüket. Bármely játékos, aki részt vehetett volna a buborékban, de saját döntéseként elutasította a részvételt, elvesztette a fizetését azon időszakra.
A protokoll hat fázist különített el:
1. fázis (június 16–június 22.): a játékosok visszautaznak csapataik városába.
2. fázis (június 23–június 30.): minden második nap tesztelik a játékosat.
3. fázis (július 1–július 11.): kötelező egyéni edzések a csapatok edzőközpontjaiban, de a csapatos edzések meg voltak tiltva.[15]
4. fázis (július 7–július 21.): a csapatok Disneylandbe utaznak és edzeni kezdenek. Bármely játékos, akinek teszteredménye pozitív lett a korábbi fázisok egyikében, nem utazhatott a helyszínre, míg egészséges nem lett. Miután a csapatok megérkeznek Orlandóba, a játékosok és a személyzet elkülönült egymástól szobájukban és két polimeráz-lánreakció (PCR)-teszten kellett negatív eredményt kapniuk, amelyeket egymástól 24 órára végeztek, hogy kiengedjék őket a karanténból.[15] Ezt követően a játékosok és a személyzet is gyakran tesztelve volt. Ha egy játékos pozitív eredményt kapott, újratesztelték, hogy biztosra menjenek, majd ha a kétszer is pozitív eredménye lett a tesztnek, legalább 14 napra karanténba helyezték.[16] Játékosok és a személyzet nem mehettek be egymás szobájába és nem szocializálódhattak olyan csapatok játékosával, aki nem velük egy hotelben lakott. Ételt és kikapcsolódási tevékenységeket a hoteljük buborékjában vehettek használatba, étkezések kivételével maszkot kellett viselniük beltéren. Bárkinek, aki elhagyta a buborékot engedély nélkül, legalább 10 napot karanténban kellett töltenie.[16]
5. fázis (július 22–július 29.): a csapatok három edzőmeccset játszottak olyan csapatok ellen, akik azonos hotelekben tartózkodtak.
6. fázis: a helyezéseket eldöntő mérkőzések és a rájátszás. Mikor egy csapat kiesett, játékosaiknak és a személyzetnek is negatívan kellett tesztelnie, hogy elhagyhassák Disneylandet.

Tekintve, hogy nem engedélyezték rajongók személyes részvételét, az NBA 5,2 méter magas képernyőket helyezett a pályák mellé, amelyen rajongók virtuálisan részt vehettek a mérkőzéseken.
Július 30-án a szezon tervek szerint folytatódott, az első mérkőzéseken a Utah Jazz legyőzte a New Orleans Pelicanst és a Los Angeles Lakers a Los Angeles Clipperst. A mérkőzéseket három különböző helyszínen játszották az ESPN Wide World of Sports Complexben: a HP Field House-ban, a Visa Athletic Centerben és az AdventHealth Arénában.
Az NBA a szezon újraindítását az It’s a Whole New Game reklámkampánnyal hirdette.

## Indítványozás egy második buborékról
Az NBA rövid ideig gondolkozott a nem meghívott nyolc csapat számára indítani egy második buborékot Chicagóban, hogy játszhassanak ők is kompetitív szinten a 2020-21-es szezon decemberi megkezdéséig. A tervet elvetették. Szó volt annak lehetőségéről, hogy a rájátszás befejezése után csatlakozhasson a maradék nyolc csapat az orlandói buborékhoz, ebből se lett semmi.
2020. augusztus 20-án az NBA és a NBPA bejelentette, hogy a nyolc csapat tarthat csoportos edzéseket szeptember 4. és október 10. között a saját edzőközpontjában.

## Szabályok
Az NBA egy 100 oldalnál is hosszabb szabálykönyvet adott ki, hogy megvédje játékosait és megmentse a szezon hátralévő részét. Ezek közé tartoztak elkülönítési időszakok, gyakori tesztelések és lehetséges pénzbüntetések. Ha egy játékos elkülönítési ideje egybeesett egy mérkőzéssel, nem vehettek részt azon. Az NBA megadta a lehetőséget, hogy jelentsék egymást a játékosok név nélkül, ha szabályszegést észleltek. A játékosoknak folyamatosan maszkot kellett viselniük, edzés és étkezés kivételével. A buborékban dolgozó személyzet maszkokat és kesztyűket viselt, bár nem kellett időt tölteniük karanténban. A játékosokat nem kötelezték a buborékban való részvételre és több, mint 10 játékos elutasította a lehetőséget. Nem lehettek vendégeik a játékosoknak, minden ételt a buborékon belül készítettek. Összesen a buborék idején négy játékos szegte meg a szabályokat: Lou Williams, Richaun Holmes, Bruno Caboclo és Danuel House.

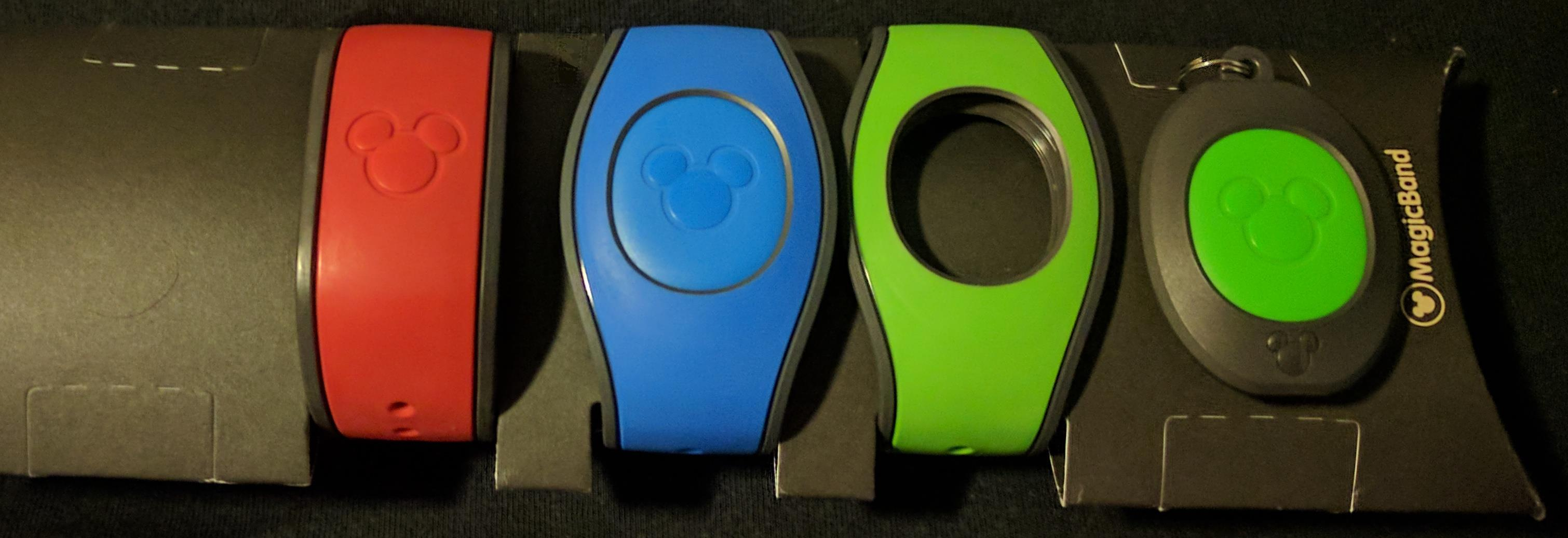
A Disney MagicBands

A játékosok a Disney létesítményeinek nagy részét használatba vehették, mint medencék, biciklik, gaming arénák, fodrászok, bowling, asztalitenisz és a spa. A MagicBands-ek, amelyeket eredetileg szobakulcsokként használnak a Walt Disney World-ben, a játékosok egymással való érintkezését követte, illetve akár meg is tiltotta belépésüket edzésekre, ha nem teljesítették napi egészségügyi ellenőrzésüket.

## Hatékonyság
A buborék nagyon hatékony volt a vírus terjedésének megállításában. A szezon újrakezdéséig, június 30-ig egy játékos Covid19-tesztje se lett pozitív.
Ez a szám a mérkőzések folytatása után is  megmaradt. Augusztus 31-től a játékosok fizethettek egy vendégszobáért, hogy látogathassák őket családjaik. A családok egy hetet karanténoltak megérkezésüket követően.
Október 11-én a szezon egyetlen egy Covdi19-eset nélkül zárult.

## Reakció
Az NBA döntését, hogy indítsanak egy buborékot eredetileg nem volt kedvelt a játékosok és az edzők köreiben, néhány játékos börtönbüntetéshez hasonlította. Más játékosok kifejezték elégedetlenségüket az étellel kapcsolatban, a Philadelphia 76ers centere, Joel Embiid azt mondta, hogy legalább 20 kg-t le fog adni. A buborékba való érkezését követően Aaron Gordon (Magic) szerint furcsa volt a helyzet, míg Mike Conley Jr. (Jazz) szürreálisnak nevezte azt. A szezon végén Adam Silver azt nyilatkozta, hogy a buborék jobban sikerült, mint arra számítottak.
Jimmy Butler (Heat) kávézót nyitott a buborékban, ahol 20 dollárért árult egy pohárnyi italt. Butler egyike volt azon játékosoknak, akik nem engedték családjuknak, hogy meglátogassák a buborékban, tekintve, hogy egy „üzleti úton” volt.
Több játékos, közöttük Paul George (Clippers) is elmondta, hogy befolyásolta mentális egészségüket a buborék.

## Menetrend
A buborék az alábbi menetrendet követte:
| Forduló/Szakasz                                                                                            | Dátum                         |
| --- | ----------------------------- |
| Edzőtábor                                                                                                  | július 9–11.                  |
| Edzőmeccsek                                                                                                | július 22–28.                 |
| Helyezéseket eldöntő mérkőzések (alapszakasz)                                                              | július 30. – augusztus 14.    |
| Play-in (ha szükséges)                                                                                     | augusztus 15–16.              |
| NBA rájátszás első fordulója                                                                               | augusztus 17 – szeptember 2.1 |
| Játékosok családjainak és vendégeinek érkezése                                                             | augusztus 31.                 |
| Főcsoport-elődöntő                                                                                         | augusztus 31 – szeptember 13. |
| Főcsoport-döntő                                                                                            | szeptember 15–28.             |
| NBA-döntő                                                                                                  | szeptember 30 – október 11.   |
| 1Eredetileg augusztus 30-ig, de a bojkott miatt eltolódott az Oklahoma City és Houston közötti 7. mérkőzés |                               |

## Helyszínek és bázisok
Az ESPN Wide World of Sports Complex három meccshelyszínén kívül három hivatalos Disney-hotelt vett használatba az NBA és annak csapatai. A csapatok a buborék előtti eredményeik alapján lettek elhelyezve a hotelekbe. Annak ellenére, hogy minden meccs ugyanott zajlott, a hazai és vendégcsapat felépítést megtartotta az NBA. A közvetítésekre utólag helyeztek rá a pályára a a hazai csapat logóját, a hazai stadionjuk nevét és reklámokat, augmentált valóság technológiával, az NFL-hez hasonlóan.
| Helyszín                                | Típus             | Terület                           | Feladata |
| --------------------------------------- | ----------------- | --------------------------------- | --- |
| AdventHealth Aréna                      | Helyszín          | ESPN Wide World of Sports Complex | Első számú pálya, országos szinten közvetített mérkőzéseknek adott otthont, a főcsoport-döntőtől kezdve az összesnek. |
| HP Field House                          | Helyszín          | ESPN Wide World of Sports Complex | Második számú pálya, a főcsoport döntőig használták. |
| Visa Athletic Center                    | Helyszín          | ESPN Wide World of Sports Complex | Harmadik számú pálya, országosan nem közvetített mérkőzéseknek adott otthont. |
| Disney’s Grand Floridian Resort and Spa | Bázis             | Magic Kingdom Resort Area         | Az Orlando Magic, az Oklahoma City Thunder, a Philadelphia 76ers, a Houston Rockets, az Indiana Pacers, a Dallas Mavericks, a Brooklyn Nets és a Memphis Grizzlies otthona. A Portland Trail Blazers is beköltözött a hotelbe, miután bejutott a rájátszásba. |
| Disney’s Yacht Club Resort              | Bázis             | Epcot Resort Area                 | A Portland Trail Blazers, a Sacramento Kings, a New Orleans Pelicans, a San Antonio Spurs, a Phoenix Suns és a Washington Wizards otthona. |
| Disney’s Coronado Springs Resort        | Bázis/Edzőközpont | Animal Kingdom Resort Area        | A Los Angeles Lakers, a Milwaukee Bucks, a Toronto Raptors, a Los Angeles Clippers, a Boston Celtics, a Denver Nuggets, a Utah Jazz és a Miami Heat otthona, a Gran Destino Tower. Az összes csapat edzőpályája is itt található.                             |

## Csapatok és eredmények
A buborékba 22 csapatot hívtak meg, 16-ot amelyek a rájátszásba jutó pozíciókban voltak és hatot, amelyek ezen pozíciókról maximum hat győzelemre álltak.

### Alapszakasz
| # | Csapat                 | Összesen | Összesen | Összesen | Összesen | Összesen | Helyezést eldöntő mérkőzések | Helyezést eldöntő mérkőzések | Helyezést eldöntő mérkőzések |
| # | Csapat                 | Gy       | V        | %        | GB       | M        | Gy                           | V                            | %                            |
| - | ---------------------- | -------- | -------- | -------- | -------- | -------- | ---------------------------- | ---------------------------- | ---------------------------- |
| 1 | z – Milwaukee Bucks    | 56       | 17       | .767     | –        | 73       | 3                            | 5                            | .375                         |
| 2 | y – Toronto Raptors    | 53       | 19       | .736     | 2.5      | 72       | 7                            | 1                            | .875                         |
| 3 | x – Boston Celtics     | 48       | 24       | .667     | 7.5      | 72       | 5                            | 3                            | .625                         |
| 4 | x – Indiana Pacers     | 45       | 28       | .616     | 11.0     | 73       | 6                            | 2                            | .750                         |
| 5 | y – Miami Heat         | 44       | 29       | .603     | 12.0     | 73       | 3                            | 5                            | .375                         |
| 6 | x – Philadelphia 76ers | 43       | 30       | .589     | 13.0     | 73       | 4                            | 4                            | .500                         |
| 7 | x – Brooklyn Nets      | 35       | 37       | .486     | 20.5     | 72       | 5                            | 3                            | .625                         |
| 8 | x – Orlando Magic      | 33       | 40       | .452     | 23.0     | 73       | 3                            | 5                            | .375                         |
| 9 | o – Washington Wizards | 25       | 47       | .347     | 30.5     | 72       | 1                            | 7                            | .125                         |

| #  | Csapat                     | Összesen | Összesen | Összesen | Összesen | Összesen | Helyezést eldöntő mérkőzések | Helyezést eldöntő mérkőzések | Helyezést eldöntő mérkőzések |
| #  | Csapat                     | Gy       | V        | %        | GB       | M        | Gy                           | V                            | %                            |
| -- | -------------------------- | -------- | -------- | -------- | -------- | -------- | ---------------------------- | ---------------------------- | ---------------------------- |
| 1  | c – Los Angeles Lakers     | 52       | 19       | .732     | –        | 71       | 3                            | 5                            | .375                         |
| 2  | x – Los Angeles Clippers   | 49       | 23       | .681     | 3.5      | 72       | 5                            | 3                            | .625                         |
| 3  | y – Denver Nuggets         | 46       | 27       | .630     | 7.0      | 73       | 3                            | 5                            | .375                         |
| 4  | y – Houston Rockets        | 44       | 28       | .611     | 8.5      | 72       | 4                            | 4                            | .500                         |
| 5  | x – Oklahoma City Thunder  | 44       | 28       | .611     | 8.5      | 72       | 4                            | 4                            | .500                         |
| 6  | x – Utah Jazz              | 44       | 28       | .611     | 8.5      | 72       | 3                            | 5                            | .375                         |
| 7  | x – Dallas Mavericks       | 43       | 32       | .573     | 11.0     | 75       | 3                            | 5                            | .375                         |
| 8  | x – Portland Trail Blazers | 35       | 39       | .473     | 18.5     | 74       | 6                            | 2                            | .750                         |
| 9  | p – Memphis Grizzlies      | 34       | 39       | .466     | 19.0     | 73       | 2                            | 6                            | .250                         |
| 10 | o – Phoenix Suns           | 34       | 39       | .466     | 19.0     | 73       | 8                            | 0                            | 1.000                        |
| 11 | o – San Antonio Spurs      | 32       | 39       | .451     | 20.0     | 71       | 5                            | 3                            | .625                         |
| 12 | o – Sacramento Kings       | 31       | 41       | .431     | 21.5     | 72       | 3                            | 5                            | .375                         |
| 13 | o – New Orleans Pelicans   | 30       | 42       | .416     | 22.5     | 72       | 2                            | 6                            | .250                         |

Jegyzetek
- z – legtöbb győzelem a bajnokságban
- c – legtöbb győzelem a főcsoportban
- y – csoportgyőztes
- x – bejutott a rájátszásba
- p – elérte a play-in pozíciót
- o – nem jutott be a rájátszásba
- félkövér - döntőbe jutó csapat

### Play-In
Nyugati főcsoport: (8) Portland Trail Blazers vs. (9) Memphis Grizzlies
| 2020. augusztus 15. 14:30            | Memphis Grizzlies                        | 122-126   | Portland Trail Blazers | HP Field House, Walt Disney World, Florida Játékvezetők: James Capers, Pat Fraher, Tony Brown |
| 2020. augusztus 15. 14:30            | (19–31, 33–27, 42–31, 28–37) Jegyzőkönyv |           |                        | HP Field House, Walt Disney World, Florida Játékvezetők: James Capers, Pat Fraher, Tony Brown |
| 2020. augusztus 15. 14:30            | Ja Morant 35                             | Pont      | Damian Lillard 31      | HP Field House, Walt Disney World, Florida Játékvezetők: James Capers, Pat Fraher, Tony Brown |
| 2020. augusztus 15. 14:30            | Jonas Valančiūnas 17                     | Lepattanó | Jusuf Nurkić 21        | HP Field House, Walt Disney World, Florida Játékvezetők: James Capers, Pat Fraher, Tony Brown |
| 2020. augusztus 15. 14:30            | Kyle Anderson 9                          | Gólpassz  | Damian Lillard 10      | HP Field House, Walt Disney World, Florida Játékvezetők: James Capers, Pat Fraher, Tony Brown |
| Portland Trail Blazers győzelem, 1–0 |                                          |           |                        | HP Field House, Walt Disney World, Florida Játékvezetők: James Capers, Pat Fraher, Tony Brown |

A nyolcadik helyezettként a Portland Trail Blazers-nek egy győzelemre volt szüksége a továbbjutásra, míg a Memphis Grizzlies-nek kettőre.

## Rájátszás ágrajz
|  | Első forduló (4 nyert mérkőzésig) | Első forduló (4 nyert mérkőzésig) | Első forduló (4 nyert mérkőzésig) |             |    | Főcsoport-elődöntők (4 nyert mérkőzésig) | Főcsoport-elődöntők (4 nyert mérkőzésig) | Főcsoport-elődöntők (4 nyert mérkőzésig) |  |  | Főcsoportdöntők (4 nyert mérkőzésig) | Főcsoportdöntők (4 nyert mérkőzésig) | Főcsoportdöntők (4 nyert mérkőzésig) |  |  | NBA-döntő (4 nyert mérkőzésig) | NBA-döntő (4 nyert mérkőzésig) | NBA-döntő (4 nyert mérkőzésig) |  |
|  |                                   |                                   |                                   |             |    |                                          |                                          |                                          |  |  |                                      |                                      |                                      |  |  |                                |                                |                                |  |
|  | E1                                | Milwaukee*                        | 4                                 |             |    |                                          |                                          |                                          |  |  |                                      |                                      |                                      |  |  |                                |                                |                                |  |
|  | E1                                | Milwaukee*                        | 4                                 |             |    |                                          |                                          |                                          |  |  |                                      |                                      |                                      |  |  |                                |                                |                                |  |
|  | E8                                | Orlando                           | 1                                 |             |    |                                          |                                          |                                          |  |  |                                      |                                      |                                      |  |  |                                |                                |                                |  |
|  | E8                                | Orlando                           | 1                                 |             | E1 | Milwaukee*                               | 1                                        |                                          |  |  |                                      |                                      |                                      |  |  |                                |                                |                                |  |
|  |                                   |                                   |                                   |             | E1 | Milwaukee*                               | 1                                        |                                          |  |  |                                      |                                      |                                      |  |  |                                |                                |                                |  |
|  |                                   |                                   | E5                                | Miami*      | 4  |                                          |                                          |                                          |  |  |                                      |                                      |                                      |  |  |                                |                                |                                |  |
|  | E4                                | Indiana                           | E5                                | Miami*      | 4  | 0                                        |                                          |                                          |  |  |                                      |                                      |                                      |  |  |                                |                                |                                |  |
|  | E4                                | Indiana                           |                                   |             |    |                                          |                                          |                                          |  |  |                                      |                                      |                                      |  |  |                                |                                |                                |  |
|  | E5                                | Miami*                            | 4                                 |             |    |                                          |                                          |                                          |  |  |                                      |                                      |                                      |  |  |                                |                                |                                |  |
|  | E5                                | Miami*                            | 4                                 |             | E5 | Miami*                                   | 4                                        |                                          |  |  |                                      |                                      |                                      |  |  |                                |                                |                                |  |
|  | Keleti főcsoport                  |                                   |                                   |             | E5 | Miami*                                   | 4                                        |                                          |  |  |                                      |                                      |                                      |  |  |                                |                                |                                |  |
|  |                                   |                                   | E3                                | Boston      | 2  |                                          |                                          |                                          |  |  |                                      |                                      |                                      |  |  |                                |                                |                                |  |
|  | E3                                | Boston                            | E3                                | Boston      | 2  | 4                                        |                                          |                                          |  |  |                                      |                                      |                                      |  |  |                                |                                |                                |  |
|  | E3                                | Boston                            |                                   |             |    |                                          |                                          |                                          |  |  |                                      |                                      |                                      |  |  |                                |                                |                                |  |
|  | E6                                | Philadelphia                      | 0                                 |             |    |                                          |                                          |                                          |  |  |                                      |                                      |                                      |  |  |                                |                                |                                |  |
|  | E6                                | Philadelphia                      | 0                                 |             | E3 | Boston                                   | 4                                        |                                          |  |  |                                      |                                      |                                      |  |  |                                |                                |                                |  |
|  |                                   |                                   |                                   |             | E3 | Boston                                   | 4                                        |                                          |  |  |                                      |                                      |                                      |  |  |                                |                                |                                |  |
|  |                                   |                                   | E2                                | Toronto*    | 3  |                                          |                                          |                                          |  |  |                                      |                                      |                                      |  |  |                                |                                |                                |  |
|  | E2                                | Toronto*                          | E2                                | Toronto*    | 3  | 4                                        |                                          |                                          |  |  |                                      |                                      |                                      |  |  |                                |                                |                                |  |
|  | E2                                | Toronto*                          |                                   |             |    |                                          |                                          |                                          |  |  |                                      |                                      |                                      |  |  |                                |                                |                                |  |
|  | E7                                | Brooklyn                          | 0                                 |             |    |                                          |                                          |                                          |  |  |                                      |                                      |                                      |  |  |                                |                                |                                |  |
|  | E7                                | Brooklyn                          | 0                                 |             | E5 | Miami*                                   | 2                                        |                                          |  |  |                                      |                                      |                                      |  |  |                                |                                |                                |  |
|  |                                   |                                   |                                   |             |    |                                          |                                          |                                          |  |  |                                      |                                      |                                      |  |  |                                |                                |                                |  |
|  |                                   |                                   | W1                                | LA Lakers*  | 4  |                                          |                                          |                                          |  |  |                                      |                                      |                                      |  |  |                                |                                |                                |  |
|  | W1                                | LA Lakers*                        | W1                                | LA Lakers*  | 4  | 4                                        |                                          |                                          |  |  |                                      |                                      |                                      |  |  |                                |                                |                                |  |
|  | W1                                | LA Lakers*                        |                                   |             |    |                                          |                                          |                                          |  |  |                                      |                                      |                                      |  |  |                                |                                |                                |  |
|  | W8                                | Portland                          | 1                                 |             |    |                                          |                                          |                                          |  |  |                                      |                                      |                                      |  |  |                                |                                |                                |  |
|  | W8                                | Portland                          | 1                                 |             | W1 | LA Lakers*                               | 4                                        |                                          |  |  |                                      |                                      |                                      |  |  |                                |                                |                                |  |
|  |                                   |                                   |                                   |             | W1 | LA Lakers*                               | 4                                        |                                          |  |  |                                      |                                      |                                      |  |  |                                |                                |                                |  |
|  |                                   |                                   | W4                                | Houston*    | 1  |                                          |                                          |                                          |  |  |                                      |                                      |                                      |  |  |                                |                                |                                |  |
|  | W4                                | Houston*                          | W4                                | Houston*    | 1  | 4                                        |                                          |                                          |  |  |                                      |                                      |                                      |  |  |                                |                                |                                |  |
|  | W4                                | Houston*                          |                                   |             |    |                                          |                                          |                                          |  |  |                                      |                                      |                                      |  |  |                                |                                |                                |  |
|  | W5                                | Oklahoma City                     | 3                                 |             |    |                                          |                                          |                                          |  |  |                                      |                                      |                                      |  |  |                                |                                |                                |  |
|  | W5                                | Oklahoma City                     | 3                                 |             | W1 | LA Lakers*                               | 4                                        |                                          |  |  |                                      |                                      |                                      |  |  |                                |                                |                                |  |
|  | Nyugati főcsoport                 |                                   |                                   |             | W1 | LA Lakers*                               | 4                                        |                                          |  |  |                                      |                                      |                                      |  |  |                                |                                |                                |  |
|  |                                   |                                   | W3                                | Denver*     | 1  |                                          |                                          |                                          |  |  |                                      |                                      |                                      |  |  |                                |                                |                                |  |
|  | W3                                | Denver*                           | W3                                | Denver*     | 1  | 4                                        |                                          |                                          |  |  |                                      |                                      |                                      |  |  |                                |                                |                                |  |
|  | W3                                | Denver*                           |                                   |             |    |                                          |                                          |                                          |  |  |                                      |                                      |                                      |  |  |                                |                                |                                |  |
|  | W6                                | Utah                              | 3                                 |             |    |                                          |                                          |                                          |  |  |                                      |                                      |                                      |  |  |                                |                                |                                |  |
|  | W6                                | Utah                              | 3                                 |             | W3 | Denver*                                  | 4                                        |                                          |  |  |                                      |                                      |                                      |  |  |                                |                                |                                |  |
|  |                                   |                                   |                                   |             | W3 | Denver*                                  | 4                                        |                                          |  |  |                                      |                                      |                                      |  |  |                                |                                |                                |  |
|  |                                   |                                   | W2                                | LA Clippers | 3  |                                          |                                          |                                          |  |  |                                      |                                      |                                      |  |  |                                |                                |                                |  |
|  | W2                                | LA Clippers                       | W2                                | LA Clippers | 3  | 4                                        |                                          |                                          |  |  |                                      |                                      |                                      |  |  |                                |                                |                                |  |
|  | W2                                | LA Clippers                       |                                   |             |    |                                          |                                          |                                          |  |  |                                      |                                      |                                      |  |  |                                |                                |                                |  |
|  | W7                                | Dallas                            | 2                                 |             |    |                                          |                                          |                                          |  |  |                                      |                                      |                                      |  |  |                                |                                |                                |  |

- E – Keleti főcsoport (East)
- W – Nyugati főcsoport (West)
- * – csoportgyőztes
- félkövér - sorozat győztese

## Első forduló
Minden időpont EDT (UTC−04:00) szerint

### Keleti főcsoport

#### (1) Milwaukee Bucks vs. (8) Orlando Magic
| 2020. augusztus 18. 13:30   | Orlando Magic                            | 122–110   | Milwaukee Bucks        | HP Field House, Bay Lake Játékvezetők: Tony Brothers, Bill Kennedy, Ben Taylor |
| 2020. augusztus 18. 13:30   | (33–23, 29–29, 30–27, 30–31) Jegyzőkönyv |           |                        | HP Field House, Bay Lake Játékvezetők: Tony Brothers, Bill Kennedy, Ben Taylor |
| 2020. augusztus 18. 13:30   | Nikola Vučević 35                        | Pont      | Jánisz Antetokúnmpo 31 | HP Field House, Bay Lake Játékvezetők: Tony Brothers, Bill Kennedy, Ben Taylor |
| 2020. augusztus 18. 13:30   | Nikola Vučević 14                        | Lepattanó | Jánisz Antetokúnmpo 17 | HP Field House, Bay Lake Játékvezetők: Tony Brothers, Bill Kennedy, Ben Taylor |
| 2020. augusztus 18. 13:30   | D. J. Augustin 11                        | Gólpassz  | Jánisz Antetokúnmpo 7  | HP Field House, Bay Lake Játékvezetők: Tony Brothers, Bill Kennedy, Ben Taylor |
| Az Orlando Magic vezet, 1–0 |                                          |           |                        | HP Field House, Bay Lake Játékvezetők: Tony Brothers, Bill Kennedy, Ben Taylor |

| 2020. augusztus 20. 18:00 | Orlando Magic                            | 96–111    | Milwaukee Bucks        | HP Field House, Bay Lake Játékvezetők: TonDavid Guthrie, James Williams, Tre Maddox |
| 2020. augusztus 20. 18:00 | (13–25, 30–39, 30–27, 23–18) Jegyzőkönyv |           |                        | HP Field House, Bay Lake Játékvezetők: TonDavid Guthrie, James Williams, Tre Maddox |
| 2020. augusztus 20. 18:00 | Nikola Vučević 32                        | Pont      | Jánisz Antetokúnmpo 28 | HP Field House, Bay Lake Játékvezetők: TonDavid Guthrie, James Williams, Tre Maddox |
| 2020. augusztus 20. 18:00 | Ennis, Vučević 10                        | Lepattanó | Jánisz Antetokúnmpo 20 | HP Field House, Bay Lake Játékvezetők: TonDavid Guthrie, James Williams, Tre Maddox |
| 2020. augusztus 20. 18:00 | D. J. Augustin 5                         | Gólpassz  | Eric Bledsoe 7         | HP Field House, Bay Lake Játékvezetők: TonDavid Guthrie, James Williams, Tre Maddox |
| Döntetlen, 1–1            |                                          |           |                        | HP Field House, Bay Lake Játékvezetők: TonDavid Guthrie, James Williams, Tre Maddox |

| 2020. augusztus 22. 13:00    | Milwaukee Bucks                           | 121–107   | Orlando Magic     | HP Field House, Bay Lake Játékvezetők: Marc Davis, Kevin Scott, Michael Smith |
| 2020. augusztus 22. 13:00    | (31–'23, 39–20, 29–34, 22–30) Jegyzőkönyv |           |                   | HP Field House, Bay Lake Játékvezetők: Marc Davis, Kevin Scott, Michael Smith |
| 2020. augusztus 22. 13:00    | Jánisz Antetokúnmpo 35                    | Pont      | D. J. Augustin 24 | HP Field House, Bay Lake Játékvezetők: Marc Davis, Kevin Scott, Michael Smith |
| 2020. augusztus 22. 13:00    | Jánisz Antetokúnmpo 11                    | Lepattanó | Gary Clark 8      | HP Field House, Bay Lake Játékvezetők: Marc Davis, Kevin Scott, Michael Smith |
| 2020. augusztus 22. 13:00    | Eric Bledsoe 8                            | Gólpassz  | D. J. Augustin 6  | HP Field House, Bay Lake Játékvezetők: Marc Davis, Kevin Scott, Michael Smith |
| A Milwaukee Bucks vezet, 2–1 |                                           |           |                   | HP Field House, Bay Lake Játékvezetők: Marc Davis, Kevin Scott, Michael Smith |

| 2020. augusztus 24. 13:30    | Milwaukee Bucks                          | 121–106   | Orlando Magic     | HP Field House, Bay Lake Játékvezetők: James Capers, Ed Malloy, Courtney Kirklnd |
| 2020. augusztus 24. 13:30    | (22–18, 36–34, 26–29, 37–25) Jegyzőkönyv |           |                   | HP Field House, Bay Lake Játékvezetők: James Capers, Ed Malloy, Courtney Kirklnd |
| 2020. augusztus 24. 13:30    | Jánisz Antetokúnmpo 31                   | Pont      | Nikola Vučević 31 | HP Field House, Bay Lake Játékvezetők: James Capers, Ed Malloy, Courtney Kirklnd |
| 2020. augusztus 24. 13:30    | Jánisz Antetokúnmpo 15                   | Lepattanó | Nikola Vučević 11 | HP Field House, Bay Lake Játékvezetők: James Capers, Ed Malloy, Courtney Kirklnd |
| 2020. augusztus 24. 13:30    | Jánisz Antetokúnmpo 8                    | Gólpassz  | Fultz, Vučević 7  | HP Field House, Bay Lake Játékvezetők: James Capers, Ed Malloy, Courtney Kirklnd |
| A Milwaukee Bucks vezet, 3–1 |                                          |           |                   | HP Field House, Bay Lake Játékvezetők: James Capers, Ed Malloy, Courtney Kirklnd |

| 2020. augusztus 29. 15:30     | Orlando Magic                            | 104–118   | Milwaukee Bucks        | AdventHealth Arena, Bay Lake Játékvezetők: Tony Brothers, Josh Tiven, Tyler Ford |
| 2020. augusztus 29. 15:30     | (21–26, 29–41, 29–23, 25–28) Jegyzőkönyv |           |                        | AdventHealth Arena, Bay Lake Játékvezetők: Tony Brothers, Josh Tiven, Tyler Ford |
| 2020. augusztus 29. 15:30     | Nikola Vučević 22                        | Pont      | Jánisz Antetokúnmpo 28 | AdventHealth Arena, Bay Lake Játékvezetők: Tony Brothers, Josh Tiven, Tyler Ford |
| 2020. augusztus 29. 15:30     | Nikola Vučević 15                        | Lepattanó | Jánisz Antetokúnmpo 17 | AdventHealth Arena, Bay Lake Játékvezetők: Tony Brothers, Josh Tiven, Tyler Ford |
| 2020. augusztus 29. 15:30     | Fultz, Vučević 5                         | Gólpassz  | Eric Bledsoe 8         | AdventHealth Arena, Bay Lake Játékvezetők: Tony Brothers, Josh Tiven, Tyler Ford |
| Milwaukee Bucks győzelem, 4–1 |                                          |           |                        | AdventHealth Arena, Bay Lake Játékvezetők: Tony Brothers, Josh Tiven, Tyler Ford |

#### (2) Toronto Raptors vs. (7) Brooklyn Nets
| 2020. augusztus 17. 16:00    | Brooklyn Nets                            | 110–134   | Toronto Raptors  | AdventHealth Arena, Bay Lake Játékvezetők: John Goble, Tony Brown, Leon Wood |
| 2020. augusztus 17. 16:00    | (20–37, 31–36, 35–22, 24–39) Jegyzőkönyv |           |                  | AdventHealth Arena, Bay Lake Játékvezetők: John Goble, Tony Brown, Leon Wood |
| 2020. augusztus 17. 16:00    | Timothé Luwawu-Cabarrot 26               | Pont      | Fred VanVleet 30 | AdventHealth Arena, Bay Lake Játékvezetők: John Goble, Tony Brown, Leon Wood |
| 2020. augusztus 17. 16:00    | Jarrett Allen 12                         | Lepattanó | Pascal Siakam 11 | AdventHealth Arena, Bay Lake Játékvezetők: John Goble, Tony Brown, Leon Wood |
| 2020. augusztus 17. 16:00    | Caris Levert 15                          | Gólpassz  | Fred VanVleet 11 | AdventHealth Arena, Bay Lake Játékvezetők: John Goble, Tony Brown, Leon Wood |
| A Toronto Raptors vezet, 1–0 |                                          |           |                  | AdventHealth Arena, Bay Lake Játékvezetők: John Goble, Tony Brown, Leon Wood |

| 2020. augusztus 19. 13:30    | Brooklyn Nets                            | 99–104    | Toronto Raptors     | HP Field House, Bay Lake Játékvezetők: Kane Fitzgerald, Sean Corbin, Brian Forte |
| 2020. augusztus 19. 13:30    | (33–29, 20–21, 27–24, 19–30) Jegyzőkönyv |           |                     | HP Field House, Bay Lake Játékvezetők: Kane Fitzgerald, Sean Corbin, Brian Forte |
| 2020. augusztus 19. 13:30    | Garrett Temple 21                        | Pont      | Powell, VanVleet 23 | HP Field House, Bay Lake Játékvezetők: Kane Fitzgerald, Sean Corbin, Brian Forte |
| 2020. augusztus 19. 13:30    | Harris, Allen 15                         | Lepattanó | Kyle Lowry 9        | HP Field House, Bay Lake Játékvezetők: Kane Fitzgerald, Sean Corbin, Brian Forte |
| 2020. augusztus 19. 13:30    | Caris Levert 11                          | Gólpassz  | Fred VanVleet 10    | HP Field House, Bay Lake Játékvezetők: Kane Fitzgerald, Sean Corbin, Brian Forte |
| A Toronto Raptors vezet, 2–0 |                                          |           |                     | HP Field House, Bay Lake Játékvezetők: Kane Fitzgerald, Sean Corbin, Brian Forte |

| 2020. augusztus 21. 13:30    | Toronto Raptors                          | 117–92    | Brooklyn Nets                   | HP Field House, Bay Lake Játékvezetők: Zach Zarba, Pat Fraher, Kevin Cutler |
| 2020. augusztus 21. 13:30    | (24–17, 33–25, 27–26, 33–30) Jegyzőkönyv |           |                                 | HP Field House, Bay Lake Játékvezetők: Zach Zarba, Pat Fraher, Kevin Cutler |
| 2020. augusztus 21. 13:30    | Pascal Siakam 26                         | Pont      | Tyler Johnson (kosárlabdázó) 23 | HP Field House, Bay Lake Játékvezetők: Zach Zarba, Pat Fraher, Kevin Cutler |
| 2020. augusztus 21. 13:30    | Serge Ibaka 13                           | Lepattanó | Jarrett Allen 17                | HP Field House, Bay Lake Játékvezetők: Zach Zarba, Pat Fraher, Kevin Cutler |
| 2020. augusztus 21. 13:30    | Kyle Lowry 7                             | Gólpassz  | Caris Levert 6                  | HP Field House, Bay Lake Játékvezetők: Zach Zarba, Pat Fraher, Kevin Cutler |
| A Toronto Raptors vezet, 3–0 |                                          |           |                                 | HP Field House, Bay Lake Játékvezetők: Zach Zarba, Pat Fraher, Kevin Cutler |

| 2020. augusztus 23. 18:30     | Toronto Raptors                          | 150–122   | Brooklyn Nets       | HP Field House, Bay Lake Játékvezetők: Scott Foster, Rodney Mott, Derrick Collins |
| 2020. augusztus 23. 18:30     | (39–32, 38–36, 39–19, 34–35) Jegyzőkönyv |           |                     | HP Field House, Bay Lake Játékvezetők: Scott Foster, Rodney Mott, Derrick Collins |
| 2020. augusztus 23. 18:30     | Norman Powell 29                         | Pont      | Caris Levert 35     | HP Field House, Bay Lake Játékvezetők: Scott Foster, Rodney Mott, Derrick Collins |
| 2020. augusztus 23. 18:30     | Serge Ibaka 15                           | Lepattanó | [Jarrett Allen]] 15 | HP Field House, Bay Lake Játékvezetők: Scott Foster, Rodney Mott, Derrick Collins |
| 2020. augusztus 23. 18:30     | Pascal Siakam 10                         | Gólpassz  | Chiozza, Levert 6   | HP Field House, Bay Lake Játékvezetők: Scott Foster, Rodney Mott, Derrick Collins |
| Toronto Raptors győzelem, 4–0 |                                          |           |                     | HP Field House, Bay Lake Játékvezetők: Scott Foster, Rodney Mott, Derrick Collins |

A Raptors a 100 padról dobott pontjával NBA rájátszás-rekordot döntött a negyedik mérkőzésen.

#### (3) Boston Celtics vs. (6) Philadelphia 76ers
| 2020. augusztus 17. 18:30   | Philadelphia 76ers                       | 101–109   | Boston Celtics  | HP Field House, Bay Lake Játékvezetők: Zach Zarba, Pat Fraher, Sean Corbin |
| 2020. augusztus 17. 18:30   | (26–25, 23–30, 30–20, 22–34) Jegyzőkönyv |           |                 | HP Field House, Bay Lake Játékvezetők: Zach Zarba, Pat Fraher, Sean Corbin |
| 2020. augusztus 17. 18:30   | Joel Embiid 26                           | Pont      | Jayson Tatum 32 | HP Field House, Bay Lake Játékvezetők: Zach Zarba, Pat Fraher, Sean Corbin |
| 2020. augusztus 17. 18:30   | Joel Embiid 16                           | Lepattanó | Jayson Tatum 13 | HP Field House, Bay Lake Játékvezetők: Zach Zarba, Pat Fraher, Sean Corbin |
| 2020. augusztus 17. 18:30   | Tobias Harris 8                          | Gólpassz  | Kemba Walker 5  | HP Field House, Bay Lake Játékvezetők: Zach Zarba, Pat Fraher, Sean Corbin |
| A Boston Celtics vezet, 1–0 |                                          |           |                 | HP Field House, Bay Lake Játékvezetők: Zach Zarba, Pat Fraher, Sean Corbin |

| 2020. augusztus 19. 18:30   | Philadelphia 76ers                       | 101–128   | Boston Celtics  | HP Field House, Bay Lake Játékvezetők: John Goble, Tony Brown, Curtis Blair |
| 2020. augusztus 19. 18:30   | (33–27, 24–38, 18–33, 26–30) Jegyzőkönyv |           |                 | HP Field House, Bay Lake Játékvezetők: John Goble, Tony Brown, Curtis Blair |
| 2020. augusztus 19. 18:30   | Joel Embiid 34                           | Pont      | Jayson Tatum 33 | HP Field House, Bay Lake Játékvezetők: John Goble, Tony Brown, Curtis Blair |
| 2020. augusztus 19. 18:30   | Tobias Harris 11                         | Lepattanó | Enes Kanter 9   | HP Field House, Bay Lake Játékvezetők: John Goble, Tony Brown, Curtis Blair |
| 2020. augusztus 19. 18:30   | Shake Milton 4                           | Gólpassz  | Jayson Tatum 5  | HP Field House, Bay Lake Játékvezetők: John Goble, Tony Brown, Curtis Blair |
| A Boston Celtics vezet, 2–0 |                                          |           |                 | HP Field House, Bay Lake Játékvezetők: John Goble, Tony Brown, Curtis Blair |

| 2020. augusztus 21. 18:30   | Boston Celtics                           | 102–94    | Philadelphia 76ers | HP Field House, Bay Lake Játékvezetők: Scott Foster, Sean Wright, Courtney Kirkland |
| 2020. augusztus 21. 18:30   | (26–24, 25–25, 25–23, 26–22) Jegyzőkönyv |           |                    | HP Field House, Bay Lake Játékvezetők: Scott Foster, Sean Wright, Courtney Kirkland |
| 2020. augusztus 21. 18:30   | Kemba Walker 24                          | Pont      | Joel Embiid 30     | HP Field House, Bay Lake Játékvezetők: Scott Foster, Sean Wright, Courtney Kirkland |
| 2020. augusztus 21. 18:30   | Smart, Walker 8                          | Lepattanó | Tobias Harris 15   | HP Field House, Bay Lake Játékvezetők: Scott Foster, Sean Wright, Courtney Kirkland |
| 2020. augusztus 21. 18:30   | Kemba Walker 4                           | Gólpassz  | Tobias Harris 4    | HP Field House, Bay Lake Játékvezetők: Scott Foster, Sean Wright, Courtney Kirkland |
| A Boston Celtics vezet, 3–0 |                                          |           |                    | HP Field House, Bay Lake Játékvezetők: Scott Foster, Sean Wright, Courtney Kirkland |

| 2020. augusztus 23. 13:00    | Boston Celtics                           | 110–106   | Philadelphia 76ers | HP Field House, Bay Lake Játékvezetők: Kane Fitzgerald, Eric Lewis, Dedric Taylor |
| 2020. augusztus 23. 13:00    | (27–32, 30–26, 32–19, 21–29) Jegyzőkönyv |           |                    | HP Field House, Bay Lake Játékvezetők: Kane Fitzgerald, Eric Lewis, Dedric Taylor |
| 2020. augusztus 23. 13:00    | Kemba Walker 32                          | Pont      | Joel Embiid 30     | HP Field House, Bay Lake Játékvezetők: Kane Fitzgerald, Eric Lewis, Dedric Taylor |
| 2020. augusztus 23. 13:00    | Jayson Tatum 15                          | Lepattanó | Embiid, Horford 10 | HP Field House, Bay Lake Játékvezetők: Kane Fitzgerald, Eric Lewis, Dedric Taylor |
| 2020. augusztus 23. 13:00    | Smart, Tatum, Walker 4                   | Gólpassz  | Josh Richardson 5  | HP Field House, Bay Lake Játékvezetők: Kane Fitzgerald, Eric Lewis, Dedric Taylor |
| Boston Celtics győzelem, 4–0 |                                          |           |                    | HP Field House, Bay Lake Játékvezetők: Kane Fitzgerald, Eric Lewis, Dedric Taylor |

#### (4) Indiana Pacers vs. (5) Miami Heat
| 2020. augusztus 18. 16:00 | Miami Heat                               | 113–101   | Indiana Pacers     | AdventHealth Center, Bay Lake Játékvezetők: David Guthrie, Ed Malloy, Tyler Ford |
| 2020. augusztus 18. 16:00 | (27–33, 29–19, 25–28, 32–21) Jegyzőkönyv |           |                    | AdventHealth Center, Bay Lake Játékvezetők: David Guthrie, Ed Malloy, Tyler Ford |
| 2020. augusztus 18. 16:00 | Jimmy Butler 28                          | Pont      | T. J. Warren 22    | AdventHealth Center, Bay Lake Játékvezetők: David Guthrie, Ed Malloy, Tyler Ford |
| 2020. augusztus 18. 16:00 | Bam Adebayo 10                           | Lepattanó | Myles Turner 9     | AdventHealth Center, Bay Lake Játékvezetők: David Guthrie, Ed Malloy, Tyler Ford |
| 2020. augusztus 18. 16:00 | Bam Adebayo 6                            | Gólpassz  | Malcolm Brogdon 10 | AdventHealth Center, Bay Lake Játékvezetők: David Guthrie, Ed Malloy, Tyler Ford |
| A Miami Heat vezet, 1–0   |                                          |           |                    | AdventHealth Center, Bay Lake Játékvezetők: David Guthrie, Ed Malloy, Tyler Ford |

| 2020. augusztus 20. 13:00 | Miami Heat                               | 109–100   | Indiana Pacers    | HP Field House, Bay Lake Játékvezetők: James Capers, Josh Tiven, Derrick Collins |
| 2020. augusztus 20. 13:00 | (22–24, 29–22, 37–31, 21–23) Jegyzőkönyv |           |                   | HP Field House, Bay Lake Játékvezetők: James Capers, Josh Tiven, Derrick Collins |
| 2020. augusztus 20. 13:00 | Duncan Robinson 24                       | Pont      | Victor Oladipo 22 | HP Field House, Bay Lake Játékvezetők: James Capers, Josh Tiven, Derrick Collins |
| 2020. augusztus 20. 13:00 | Jae Crowder 8                            | Lepattanó | Myles Turner 8    | HP Field House, Bay Lake Játékvezetők: James Capers, Josh Tiven, Derrick Collins |
| 2020. augusztus 20. 13:00 | Dragić, Butler 6                         | Gólpassz  | Malcolm Brogdon 9 | HP Field House, Bay Lake Játékvezetők: James Capers, Josh Tiven, Derrick Collins |
| A Miami Heat vezet, 2–0   |                                          |           |                   | HP Field House, Bay Lake Játékvezetők: James Capers, Josh Tiven, Derrick Collins |

| 2020. augusztus 22. 15:30 | Indiana Pacers                           | 115–124   | Miami Heat      | AdventHealth House, Bay Lake Játékvezetők: Tony Brothers, Tre Maddox, Ben Taylor |
| 2020. augusztus 22. 15:30 | (27–34, 29–40, 34–20, 25–30) Jegyzőkönyv |           |                 | AdventHealth House, Bay Lake Játékvezetők: Tony Brothers, Tre Maddox, Ben Taylor |
| 2020. augusztus 22. 15:30 | Malcolm Brogdon 34                       | Pont      | Jimmy Butler 27 | AdventHealth House, Bay Lake Játékvezetők: Tony Brothers, Tre Maddox, Ben Taylor |
| 2020. augusztus 22. 15:30 | Myles Turner 12                          | Lepattanó | Bam Adebayo 11  | AdventHealth House, Bay Lake Játékvezetők: Tony Brothers, Tre Maddox, Ben Taylor |
| 2020. augusztus 22. 15:30 | Malcolm Brogdon 14                       | Gólpassz  | Goran Dragić 6  | AdventHealth House, Bay Lake Játékvezetők: Tony Brothers, Tre Maddox, Ben Taylor |
| A Miami Heat vezet, 3–0   |                                          |           |                 | AdventHealth House, Bay Lake Játékvezetők: Tony Brothers, Tre Maddox, Ben Taylor |

| 2020. augusztus 24. 18:30 | Indiana Pacers                           | 87–99     | Miami Heat      | HP Field House, Bay Lake Játékvezetők: Marc Davis, Kevin Scott, Gediminas Petraitis |
| 2020. augusztus 24. 18:30 | (22–21, 20–27, 20–22, 25–29) Jegyzőkönyv |           |                 | HP Field House, Bay Lake Játékvezetők: Marc Davis, Kevin Scott, Gediminas Petraitis |
| 2020. augusztus 24. 18:30 | Victor Oladipo 25                        | Pont      | Goran Dragić 23 | HP Field House, Bay Lake Játékvezetők: Marc Davis, Kevin Scott, Gediminas Petraitis |
| 2020. augusztus 24. 18:30 | Myles Turner 14                          | Lepattanó | Bam Adebayo 19  | HP Field House, Bay Lake Játékvezetők: Marc Davis, Kevin Scott, Gediminas Petraitis |
| 2020. augusztus 24. 18:30 | Malcolm Brogdon 7                        | Gólpassz  | Bam Adebayo 6   | HP Field House, Bay Lake Játékvezetők: Marc Davis, Kevin Scott, Gediminas Petraitis |
| Miami Heat győzelem, 4–0  |                                          |           |                 | HP Field House, Bay Lake Játékvezetők: Marc Davis, Kevin Scott, Gediminas Petraitis |

### Nyugati főcsoport

#### (1) Los Angeles Lakers vs. (8) Portland Trail Blazers
| 2020. augusztus 18. 21:00           | Portland Trail Blazers                   | 100–93    | Los Angeles Lakers              | AdventHealth Arena, Bay Lake Játékvezetők: Marc Davis, Tre Maddox, James Williams |
| 2020. augusztus 18. 21:00           | (36–25, 21–31, 21–19, 22–18) Jegyzőkönyv |           |                                 | AdventHealth Arena, Bay Lake Játékvezetők: Marc Davis, Tre Maddox, James Williams |
| 2020. augusztus 18. 21:00           | Damian Lillard 34                        | Pont      | Anthony Davis (kosárlabdázó) 28 | AdventHealth Arena, Bay Lake Játékvezetők: Marc Davis, Tre Maddox, James Williams |
| 2020. augusztus 18. 21:00           | Jusuf Nurkić 15                          | Lepattanó | LeBron James 19                 | AdventHealth Arena, Bay Lake Játékvezetők: Marc Davis, Tre Maddox, James Williams |
| 2020. augusztus 18. 21:00           | Anthony, Lillard 5                       | Gólpassz  | LeBron James 16                 | AdventHealth Arena, Bay Lake Játékvezetők: Marc Davis, Tre Maddox, James Williams |
| A Portland Trail Blazers vezet, 1–0 |                                          |           |                                 | AdventHealth Arena, Bay Lake Játékvezetők: Marc Davis, Tre Maddox, James Williams |

| 2020. augusztus 20. 21:00 | Portland Trail Blazers                   | 88–111    | Los Angeles Lakers              | AdventHealth Arena, Bay Lake Játékvezetők: Tony Brothers, Bill Kennedy, Dedric Taylor |
| 2020. augusztus 20. 21:00 | (19–27, 20–29, 19–32, 30–23) Jegyzőkönyv |           |                                 | AdventHealth Arena, Bay Lake Játékvezetők: Tony Brothers, Bill Kennedy, Dedric Taylor |
| 2020. augusztus 20. 21:00 | Damian Lillard 18                        | Pont      | Anthony Davis (kosárlabdázó) 31 | AdventHealth Arena, Bay Lake Játékvezetők: Tony Brothers, Bill Kennedy, Dedric Taylor |
| 2020. augusztus 20. 21:00 | Hassan Whiteside 9                       | Lepattanó | Anthony Davis 11                | AdventHealth Arena, Bay Lake Játékvezetők: Tony Brothers, Bill Kennedy, Dedric Taylor |
| 2020. augusztus 20. 21:00 | CJ McCollum 3                            | Gólpassz  | LeBron James 7                  | AdventHealth Arena, Bay Lake Játékvezetők: Tony Brothers, Bill Kennedy, Dedric Taylor |
| Döntetlen, 1–1            |                                          |           |                                 | AdventHealth Arena, Bay Lake Játékvezetők: Tony Brothers, Bill Kennedy, Dedric Taylor |

| 2020. augusztus 22. 20:30       | Los Angeles Lakers                       | 116–108   | Portland Trail Blazers | AdventHealth Arena, Bay Lake Játékvezetők: James Capers, Josh Tiven, Mark Ayotte |
| 2020. augusztus 22. 20:30       | (36–25, 21–31, 21–19, 22–18) Jegyzőkönyv |           |                        | AdventHealth Arena, Bay Lake Játékvezetők: James Capers, Josh Tiven, Mark Ayotte |
| 2020. augusztus 22. 20:30       | LeBron James 38                          | Pont      | Damian Lillard 34      | AdventHealth Arena, Bay Lake Játékvezetők: James Capers, Josh Tiven, Mark Ayotte |
| 2020. augusztus 22. 20:30       | LeBron James 12                          | Lepattanó | McCollum, Whiteside 8  | AdventHealth Arena, Bay Lake Játékvezetők: James Capers, Josh Tiven, Mark Ayotte |
| 2020. augusztus 22. 20:30       | Davis, James 8                           | Gólpassz  | Damian Lillard 7       | AdventHealth Arena, Bay Lake Játékvezetők: James Capers, Josh Tiven, Mark Ayotte |
| A Los Angeles Lakers vezet, 2–1 |                                          |           |                        | AdventHealth Arena, Bay Lake Játékvezetők: James Capers, Josh Tiven, Mark Ayotte |

| 2020. augusztus 24. 21:30       | Los Angeles Lakers                       | 135–115   | Portland Trail Blazers | AdventHealth Arena, Bay Lake Játékvezetők: David Guthrie, Rodney Mott, Ben Taylor |
| 2020. augusztus 24. 21:30       | (43–25, 37–26, 32–36, 23–28) Jegyzőkönyv |           |                        | AdventHealth Arena, Bay Lake Játékvezetők: David Guthrie, Rodney Mott, Ben Taylor |
| 2020. augusztus 24. 21:30       | LeBron James 30                          | Pont      | Jusuf Nurkić 20        | AdventHealth Arena, Bay Lake Játékvezetők: David Guthrie, Rodney Mott, Ben Taylor |
| 2020. augusztus 24. 21:30       | McGee, Howard 8                          | Lepattanó | Jusuf Nurkić 13        | AdventHealth Arena, Bay Lake Játékvezetők: David Guthrie, Rodney Mott, Ben Taylor |
| 2020. augusztus 24. 21:30       | LeBron James 10                          | Gólpassz  | Anfernee Simons 6      | AdventHealth Arena, Bay Lake Játékvezetők: David Guthrie, Rodney Mott, Ben Taylor |
| A Los Angeles Lakers vezet, 3–1 |                                          |           |                        | AdventHealth Arena, Bay Lake Játékvezetők: David Guthrie, Rodney Mott, Ben Taylor |

| 2020. augusztus 29. 21:00        | Portland Trail Blazers                   | 122–131   | Los Angeles Lakers              | AdventHealth Arena, Bay Lake Játékvezetők: Marc Davis, Kevin Scott, Curtis Blair |
| 2020. augusztus 29. 21:00        | (31–35, 37–33, 24–32, 30–31) Jegyzőkönyv |           |                                 | AdventHealth Arena, Bay Lake Játékvezetők: Marc Davis, Kevin Scott, Curtis Blair |
| 2020. augusztus 29. 21:00        | CJ McCollum 36                           | Pont      | Anthony Davis (kosárlabdázó) 43 | AdventHealth Arena, Bay Lake Játékvezetők: Marc Davis, Kevin Scott, Curtis Blair |
| 2020. augusztus 29. 21:00        | Jusuf Nurkić 10                          | Lepattanó | LeBron James 10                 | AdventHealth Arena, Bay Lake Játékvezetők: Marc Davis, Kevin Scott, Curtis Blair |
| 2020. augusztus 29. 21:00        | CJ McCollum 7                            | Gólpassz  | LeBron James 10                 | AdventHealth Arena, Bay Lake Játékvezetők: Marc Davis, Kevin Scott, Curtis Blair |
| Los Angeles Lakers győzelem, 4–1 |                                          |           |                                 | AdventHealth Arena, Bay Lake Játékvezetők: Marc Davis, Kevin Scott, Curtis Blair |

#### (2) Los Angeles Clippers vs. (7) Dallas Mavericks
| 2020. augusztus 17. 21:00         | Dallas Mavericks                         | 110–118   | Los Angeles Clippers | AdventHealth Arena, Bay Lake Játékvezetők: Kane Fitzgerald, Eric Lewis, Mark Ayotte |
| 2020. augusztus 17. 21:00         | (38–34, 31–32, 18–21, 28–31) Jegyzőkönyv |           |                      | AdventHealth Arena, Bay Lake Játékvezetők: Kane Fitzgerald, Eric Lewis, Mark Ayotte |
| 2020. augusztus 17. 21:00         | Luka Dončić 42                           | Pont      | Kawhi Leonard 29     | AdventHealth Arena, Bay Lake Játékvezetők: Kane Fitzgerald, Eric Lewis, Mark Ayotte |
| 2020. augusztus 17. 21:00         | Boban Marjanović 8                       | Lepattanó | Kawhi Leonard 12     | AdventHealth Arena, Bay Lake Játékvezetők: Kane Fitzgerald, Eric Lewis, Mark Ayotte |
| 2020. augusztus 17. 21:00         | Luka Dončić 9                            | Gólpassz  | Kawhi Leonard 6      | AdventHealth Arena, Bay Lake Játékvezetők: Kane Fitzgerald, Eric Lewis, Mark Ayotte |
| A Los Angeles Clippers vezet, 1–0 |                                          |           |                      | AdventHealth Arena, Bay Lake Játékvezetők: Kane Fitzgerald, Eric Lewis, Mark Ayotte |

| 2020. augusztus 19. 21:00 | Dallas Mavericks                         | 127–114   | Los Angeles Clippers | AdventHealth Arena, Bay Lake Játékvezetők: Scott Foster, Sean Wright, Courtney Kirkland |
| 2020. augusztus 19. 21:00 | (29–25, 32–31, 37–29, 29–29) Jegyzőkönyv |           |                      | AdventHealth Arena, Bay Lake Játékvezetők: Scott Foster, Sean Wright, Courtney Kirkland |
| 2020. augusztus 19. 21:00 | Luka Dončić 28                           | Pont      | Kawhi Leonard 35     | AdventHealth Arena, Bay Lake Játékvezetők: Scott Foster, Sean Wright, Courtney Kirkland |
| 2020. augusztus 19. 21:00 | Maxi Kleber 10                           | Lepattanó | George, Leonard 10   | AdventHealth Arena, Bay Lake Játékvezetők: Scott Foster, Sean Wright, Courtney Kirkland |
| 2020. augusztus 19. 21:00 | Luka Dončić 7                            | Gólpassz  | Lou Williams 7       | AdventHealth Arena, Bay Lake Játékvezetők: Scott Foster, Sean Wright, Courtney Kirkland |
| Döntetlen, 1–1            |                                          |           |                      | AdventHealth Arena, Bay Lake Játékvezetők: Scott Foster, Sean Wright, Courtney Kirkland |

| 2020. augusztus 21. 21:00         | Los Angeles Clippers                     | 130–122   | Dallas Mavericks      | AdventHealth Arena, Bay Lake Játékvezetők: John Goble, Tony Brown, Curtis Blair |
| 2020. augusztus 21. 21:00         | (23–23, 45–31, 34–31, 28–37) Jegyzőkönyv |           |                       | AdventHealth Arena, Bay Lake Játékvezetők: John Goble, Tony Brown, Curtis Blair |
| 2020. augusztus 21. 21:00         | Kawhi Leonard 36                         | Pont      | Kristaps Porziņģis 34 | AdventHealth Arena, Bay Lake Játékvezetők: John Goble, Tony Brown, Curtis Blair |
| 2020. augusztus 21. 21:00         | George, Leonard 9                        | Lepattanó | Kristaps Porziņģis 13 | AdventHealth Arena, Bay Lake Játékvezetők: John Goble, Tony Brown, Curtis Blair |
| 2020. augusztus 21. 21:00         | Kawhi Leonard 8                          | Gólpassz  | Luka Dončić 10        | AdventHealth Arena, Bay Lake Játékvezetők: John Goble, Tony Brown, Curtis Blair |
| A Los Angeles Clippers vezet, 2–1 |                                          |           |                       | AdventHealth Arena, Bay Lake Játékvezetők: John Goble, Tony Brown, Curtis Blair |

| 2020. augusztus 23. 15:30 | Los Angeles Clippers                     | 133–135 (h. u.) | Dallas Mavericks | AdventHealth Arena, Bay Lake Játékvezetők: Zach Zarba, James Williams, Kevin Cutler |
| 2020. augusztus 23. 15:30 | (23–23, 45–31, 34–31, 28–37) Jegyzőkönyv |                 |                  | AdventHealth Arena, Bay Lake Játékvezetők: Zach Zarba, James Williams, Kevin Cutler |
| 2020. augusztus 23. 15:30 | Lou Williams 34                          | Pont            | Luka Dončić 43   | AdventHealth Arena, Bay Lake Játékvezetők: Zach Zarba, James Williams, Kevin Cutler |
| 2020. augusztus 23. 15:30 | Kawhi Leonard 9                          | Lepattanó       | Luka Dončić 17   | AdventHealth Arena, Bay Lake Játékvezetők: Zach Zarba, James Williams, Kevin Cutler |
| 2020. augusztus 23. 15:30 | Lou Williams 5                           | Gólpassz        | Luka Dončić 13   | AdventHealth Arena, Bay Lake Játékvezetők: Zach Zarba, James Williams, Kevin Cutler |
| Döntetlen, 2–2            |                                          |                 |                  | AdventHealth Arena, Bay Lake Játékvezetők: Zach Zarba, James Williams, Kevin Cutler |

| 2020. augusztus 25. 21:00         | Dallas Mavericks                         | 111–154   | Los Angeles Clippers | AdventHealth Arena, Bay Lake Játékvezetők: Kane Fitzgerald, Pat Fraher, Tre Maddox |
| 2020. augusztus 25. 21:00         | (22–41, 30–35, 34–35, 25–43) Jegyzőkönyv |           |                      | AdventHealth Arena, Bay Lake Játékvezetők: Kane Fitzgerald, Pat Fraher, Tre Maddox |
| 2020. augusztus 25. 21:00         | Luka Dončić 22                           | Pont      | Paul George 35       | AdventHealth Arena, Bay Lake Játékvezetők: Kane Fitzgerald, Pat Fraher, Tre Maddox |
| 2020. augusztus 25. 21:00         | Luka Dončić 8                            | Lepattanó | Montrezl Harrell 11  | AdventHealth Arena, Bay Lake Játékvezetők: Kane Fitzgerald, Pat Fraher, Tre Maddox |
| 2020. augusztus 25. 21:00         | Dončić, Finney-Smith 4                   | Gólpassz  | Reggie Jackson 5     | AdventHealth Arena, Bay Lake Játékvezetők: Kane Fitzgerald, Pat Fraher, Tre Maddox |
| A Los Angeles Clippers vezet, 3–2 |                                          |           |                      | AdventHealth Arena, Bay Lake Játékvezetők: Kane Fitzgerald, Pat Fraher, Tre Maddox |

| 2020. augusztus 30. 15:30          | Los Angeles Clippers                     | 111–97    | Dallas Mavericks | AdventHealth Arena, Bay Lake Játékvezetők: Scott Foster, Bill Kennedy, Sean Corbin |
| 2020. augusztus 30. 15:30          | (29–34, 28–17, 28–23, 26–23) Jegyzőkönyv |           |                  | AdventHealth Arena, Bay Lake Játékvezetők: Scott Foster, Bill Kennedy, Sean Corbin |
| 2020. augusztus 30. 15:30          | Kawhi Leonard 33                         | Pont      | Luka Dončić 38   | AdventHealth Arena, Bay Lake Játékvezetők: Scott Foster, Bill Kennedy, Sean Corbin |
| 2020. augusztus 30. 15:30          | Kawhi Leonard 14                         | Lepattanó | Burke, Dončić 9  | AdventHealth Arena, Bay Lake Játékvezetők: Scott Foster, Bill Kennedy, Sean Corbin |
| 2020. augusztus 30. 15:30          | George, Leonard 7                        | Gólpassz  | Luka Dončić 9    | AdventHealth Arena, Bay Lake Játékvezetők: Scott Foster, Bill Kennedy, Sean Corbin |
| Los Angeles Clippers győzelem, 4–2 |                                          |           |                  | AdventHealth Arena, Bay Lake Játékvezetők: Scott Foster, Bill Kennedy, Sean Corbin |

## Helyezést eldöntő mérkőzések díjazottjai
A helyezést eldöntő mérkőzések után adtak díjakat a legjobb játékosoknak, az időszak MVP-je Damian Lillard lett, miután 37.6 pontot átlagolt mérkőzésenként.
| Díj               | Győztes(ek)                             |
| ----------------- | --------------------------------------- |
| Az időszak MVP-je | Damian Lillard (Portland Trail Blazers) |
| Az időszak edzője | Monty Williams (Phoenix Suns)           |
| Első csapat       | Devin Booker (Phoenix Suns)             |
| Első csapat       | Luka Dončić (Dallas Mavericks)          |
| Első csapat       | James Harden (Houston Rockets)          |
| Első csapat       | Damian Lillard (Portland Trail Blazers) |
| Első csapat       | T. J. Warren (Indiana Pacers)           |
| Második csapat    | Jánisz Antetokúnmpo (Milwaukee Bucks)   |
| Második csapat    | Kawhi Leonard (Los Angeles Clippers)    |
| Második csapat    | Caris LeVert (Brooklyn Nets)            |
| Második csapat    | Michael Porter Jr. (Denver Nuggets)     |
| Második csapat    | Kristaps Porziņģis (Dallas Mavericks)   |

## Aktivizmus
Tekintve, hogy a buborékot a George Floyd-tüntetések idején rendezték, az NBA, az NBPA és a csapatok együttműködtek, hogy felhasználják azt platformként a Black Lives Matter mozgalomnak. Bemelegítések alatt a játékosok Black Lives Matter feliratú pólókat viseltek. Ez a mondat az összes pályára is fel volt festve, amelyeken játszottak. A játékosoknak megengedték, hogy mezeik hátulján lecseréljék nevüket olyan szavakra, amelyekkel a Black Lives Matter mozgalmat támogatták. A nemzeti himnuszt előre felvették, csak afroamerikai zenészekkel. Jonathan Isaac (Orlando Magic) volt az első játékos, aki nem térdelt le a himnusz közben és nem viselte a Black Lives Matter pólót bemelegítés idején, vallási okokból. A játékosok tiszteletben tartották döntését, még ha nem is értettek vele egyet. Meyers Leonard, a Miami Heat centere szintén állva maradt a himnusz idején, kezét szívére téve. Indoklása a hadsereg felé kimutatott tisztelet volt. A San Antonio Spurs edzői, Gregg Popovich (aki nyíltan támogatója a Black Lives Matter mozgalomnak) és Becky Hammon szintén úgy döntöttek, hogy állva maradnak a himnusz alatt, személyes okok miatt. Sean Roberts, az oklahomai Képviselőház republikánus képviselője megfenyegette az Oklahoma City Thunder csapatát, hogy megvonja a csapattól az adókedvezményeket, ha térdelnek a himnusz alatt. Ennek ellenére az összes edző és játékos is letérdelt, mind a Thunder, mind az ellenfelük, a Utah Jazz csapatában.
Jacob Blake lelövését követően (Kenosha, Wisconsin) a Milwaukee Bucks bojkottálta az Orlando Magic elleni ötödik mérkőzésüket augusztus 26-án. Később aznap az NBA bejelentette, hogy a Bucks döntését követően elhalasztják az összes augusztus 26-án rendezett mérkőzést. Az NBPA tartott egy ülést, amelyen a Los Angeles Lakers és Clippers a szezon befejezése ellen szavazott. A többi csapat viszont támogatta a szezon lejátszását. Augusztus 27-én a játékosok megegyeztek a rájátszás folytatásában, de elhalasztották az aznapi mérkőzéseket. A rájátszás augusztus 29-én folytatódott, miután az NBA és az NBPA megegyezett három célban, amellyel a társadalmi igazságosságot akarták fejleszteni. Ezek közé tartozott az NBA-arénák felnyitása szavazóközpontként a választások idején.